# Хомич, Дмитрий Григорьевич
Дмитрий Григорьевич Хомич — советский хозяйственный и государственный деятель, Герой Социалистического Труда.

## Биография
Родился в 1931 году на территории современной Черкасской области. Член КПСС.
В 1944—1948 — рабочий полеводческой бригады колхоза в Киевской области Украинской ССР.
В 1948—1981 — проходчик, бригадир проходчиков шахты «Червона зирка» производственного объединения «Торезантрацит» Министерства угольной промышленности Украинской ССР.
Почётный шахтёр СССР. Заслуженный шахтёр Украинской ССР.
Указом Президиума Верховного Совета СССР от 9 июля 1980 года присвоено звание Героя Социалистического Труда с вручением ордена Ленина и золотой медали «Серп и Молот».
Делегат XXVI съезда КПСС.
Жил в Торезе.

## Награды и звания
- Герой Социалистического Труда (09.07.1980)
- Орден Ленина (05.03.1976; 09.07.1980)
- Орден Октябрьской Революции (30.03.1971)